# Moščanci
Moščanci (mađarski: Musznya, njemački: Mostre) je naselje u slovenskoj Općini Puconcima. Moščanci se nalazi u pokrajini Prekomurju i statističkoj regiji Pomurju. 

## Stanovništvo
Prema popisu stanovništva iz 2002. godine naselje je imalo 275 stanovnika.